# قيود تصدير طوعية

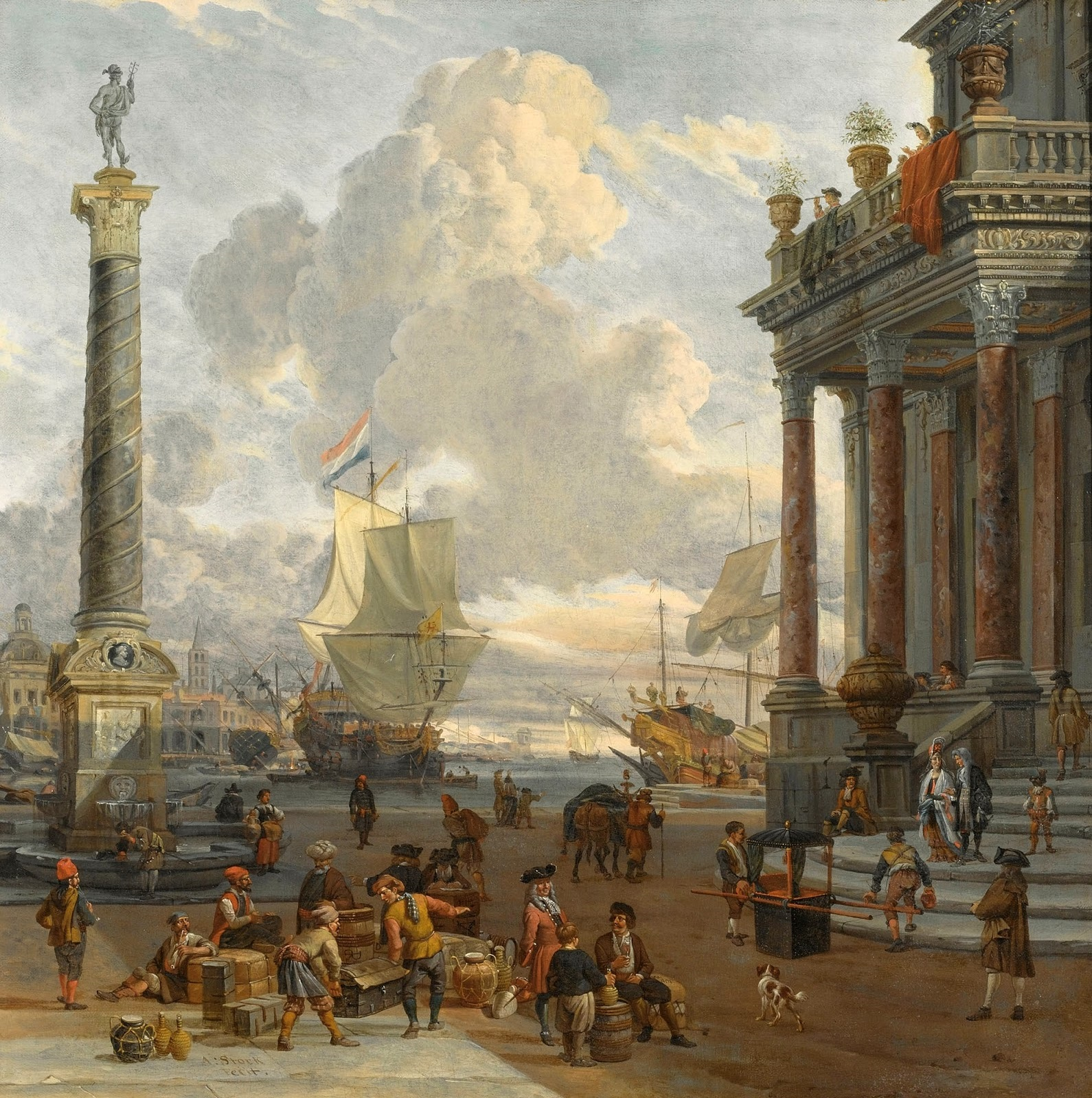

قيود التصدير الطوعية (بالإنجليزية: Voluntary export restraint، تُعرف اختصارًا بـ VER)، هي حد تفرضه الحكومة على كمية من بعض فئات السلع التي يمكن تصديرها إلى بلد معين خلال فترة زمنية محددة. يشار إليها أحيانًا باسم «تأشيرات التصدير».
عادة ما تنشأ قيود التصدير الطوعية عندما تسعى الصناعات إلى الحماية من الواردات المنافسة من دول معينة. بعد ذلك يتم عرض القيم الصعبة من قبل الدولة المصدرة لإرضاء الدولة المستوردة وردعها عن فرض حواجز تجارية واضحة (وأقل مرونة).
عادة ما يتم تنفيذ هذه القيود على الصادرات من بلد معين إلى آخر. تم استخدامها منذ ثلاثينيات القرن العشرين على الأقل، وتم تطبيقها على منتجات تتراوح من المنسوجات والأحذية إلى الصلب وأدوات الآلات والسيارات. أصبحت شكلاً شائعًا من أشكال الحماية خلال الثمانينيات؛ لم تنتهك اتفاقيات الدول بموجب الاتفاقية العامة للتعريفات الجمركية والتجارة (الجات) النافذة.